# Kuwait nos Jogos Olímpicos de Verão de 2008
O Kuwait competiu nos Jogos Olímpicos de Verão de 2008, em Pequim, na China. O país estreou nos Jogos em 1968 e em Pequim fez sua 11ª apresentação.

## Desempenho

### Atletismo
Masculino
| Atleta                 | Prova                | Elims.  | Elims. | Quartas | Quartas | Semifinal | Semifinal | Final       | Final       |
| Atleta                 | Prova                | Res.    | Pos.   | Res.    | Pos.    | Res.      | Pos.      | Res.        | Pos.        |
| ---------------------- | -------------------- | ------- | ------ | ------- | ------- | --------- | --------- | ----------- | ----------- |
| Mohammad Al-Azemi      | 800 m                | 1:46.94 | 20º    |         |         | 1:47.65   | 21º       | Não avançou | Não avançou |
| Ali Mohamed Al-Zinkawi | Arremesso de martelo | 73.62   | 20     |         |         |           |           | Não avançou | Não avançou |

### Judô
Masculino
| Atleta         | Categ. | Fase de 32                   | Fase de 16             | Quartas                | Semifinais             | Repescagem 1ª fase       | Repescagem Quartas     | Repescagem Semifinal   | Final                  |
| Atleta         | Categ. | Adversário e resultado       | Adversário e resultado | Adversário e resultado | Adversário e resultado | Adversário e resultado   | Adversário e resultado | Adversário e resultado | Adversário e resultado |
| -------------- | ------ | ---------------------------- | ---------------------- | ---------------------- | ---------------------- | ------------------------ | ---------------------- | ---------------------- | ---------------------- |
| Talal Al Enezi | −100kg | KAZ A. Zhitkeyev D 0000-1110 | Não avançou            | Não avançou            | Não avançou            | BIH A. Mikic D 0001-1100 | Não avançou            | Não avançou            | Não avançou            |

### Natação
Masculino
| Atleta         | Prova     | Elims. | Elims. | Semifinal   | Semifinal   | Final       | Final       |
| Atleta         | Prova     | Tempo  | Pos.   | Tempo       | Pos.        | Tempo       | Pos.        |
| -------------- | --------- | ------ | ------ | ----------- | ----------- | ----------- | ----------- |
| Mohammad Madwa | 50m livre | 22.83  | =45    | Não avançou | Não avançou | Não avançou | Não avançou |

### Tênis de mesa
Masculino
| Atleta           | Prova      | Preliminar             | 1ª fase                | 2ª fase                | 3ª fase                | 4ª fase                | Quartas                | Semifinais             | Final                  |
| Atleta           | Prova      | Adversário e resultado | Adversário e resultado | Adversário e resultado | Adversário e resultado | Adversário e resultado | Adversário e resultado | Adversário e resultado | Adversário e resultado |
| ---------------- | ---------- | ---------------------- | ---------------------- | ---------------------- | ---------------------- | ---------------------- | ---------------------- | ---------------------- | ---------------------- |
| Ibrahim Al-Hasan | Individual | PRK Kim H-B. D 4-2     | Não avançou            | Não avançou            | Não avançou            | Não avançou            | Não avançou            | Não avançou            | Não avançou            |

### Tiro
Masculino
| Atleta              | Prova          | Qual.   | Qual. | Final       | Final       | Pos. |
| Atleta              | Prova          | Res.    | Pos.  | Res.        | Total       | Pos. |
| ------------------- | -------------- | ------- | ----- | ----------- | ----------- | ---- |
| Zaid Al Mutairi     | Skeet          | 118(+1) | 10    | Não avançou | Não avançou | 10   |
| Abdullah Al Rashidi | Skeet          | 118(+3) | 9     | Não avançou | Não avançou | 9    |
| Naser Meqlad        | Fossa olímpica | 115     | 18    | Não avançou | Não avançou | 18   |